# Lobomicose
A lobomicose ou lacaziose é uma doença humana que afeta a pele, e é causada por uma infecção crônica do fungo Lacazia loboi. Costuma ocorrer em regiões de clima tropical ou subtropical. Este fungo pode provocar também doença em golfinhos.
A doença recebe diferentes nomes: Doença de Jorge Lobo, blastomicose queloidiana, blastomicose amazônica, lepra dos Caiabi e pseudolepra.

## Sinais e sintomas
Aparecem lesões na pele de longa evolução, que podem ser únicas ou múltiplas. As localizações mais frequentes são as extremidades inferiores, o ouvido externo e as extremidades superiores sendo menos frequente no rosto, no pescoço e no tórax. As lesões podem adotar diferentes aspectos, hiperpigmentadas ou de cor arroxeada. Em alguma ocasiões,  formam-se úlceras ou a lesão adquire aspecto nodular ou verrugoso. Crescem progressivamente invadindo a pele adjacente e inclusive os linfonodos próximos. Os pacientes podem apresentar dor ou coceira nas áreas afetadas, podendo em alguns casos desenvolver-se falta de sensibilidade na zona, parcial (hipoestesia) ou total (anestesia). Podem aparecer complicações, como infecções secundárias, dificuldade para movimentação dos membros e, em casos raros, degeneração maligna.

## Epidemiologia
Quase todos os casos ocorreram na América do Sul, principalmente nos países : Brasil, Colômbia, Suriname, Guayana Francesa, Costa Rica, Venezuela e Panamá. Casos não autóctones da doença foram descritos em outros países, tais como Estados Unidos, Canadá, México, Espanha, França, Costa Rica África do Sul.

## Tratamento
Baseia-se na excisão cirúrgica de lesões localizadas. As lesões extensas, quando não retiradas completamente estão sujeitas a recidivas. Há poucos relatos de cura completa com uso de drogas antifúngicas, no entanto, recentemente o itraconazol, associado a cirurgia e às drogas utilizadas na poliquimioterapia anti-hansênica mostraram-se promissoras para tratamento da doença. 

## Lobomicosis em golfinhos

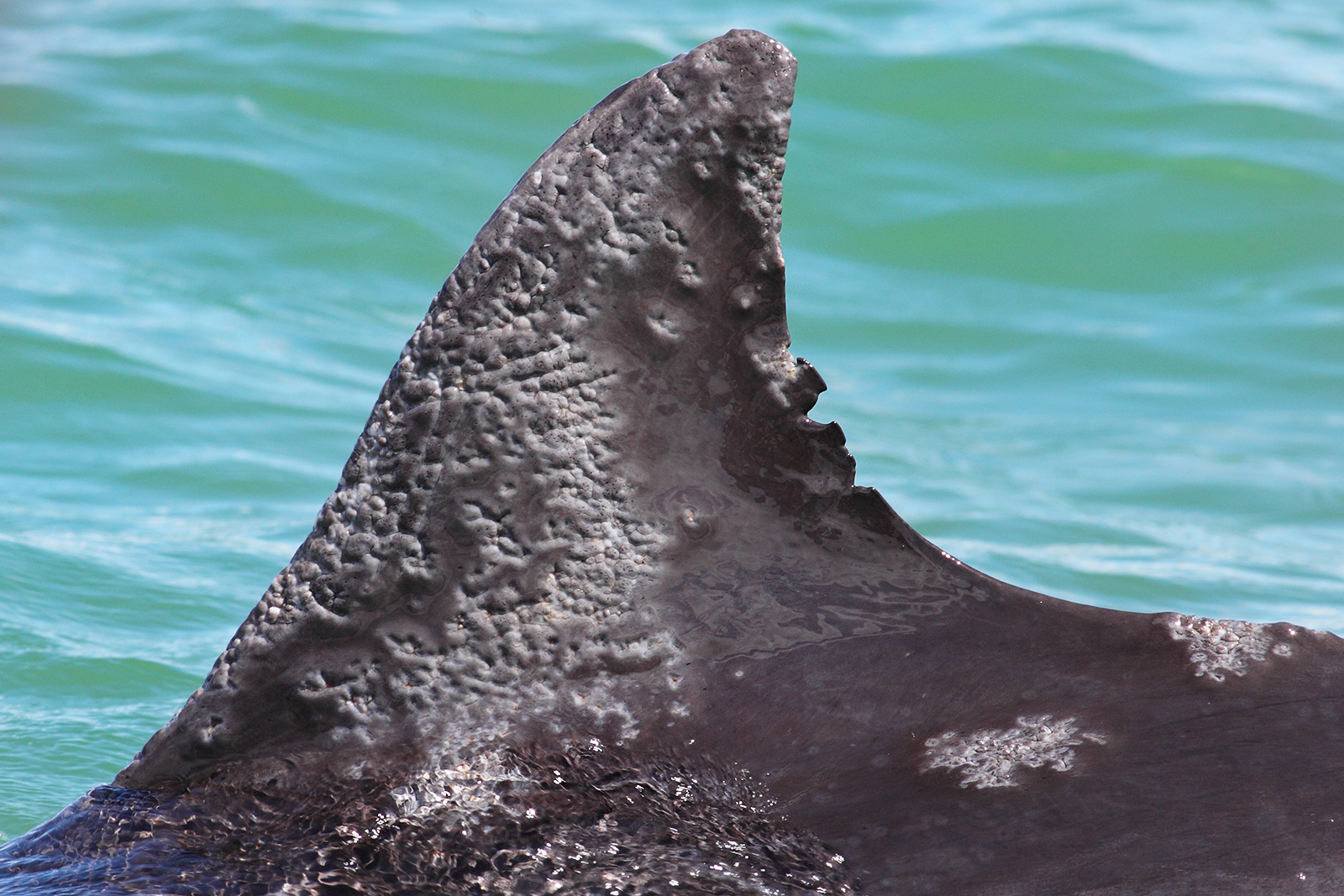
Lobomicosis que afetando a barbatana dorsal de um golfinho selvagem.

Os golfinhos podem ser afetados por lobomicosis, sobretudo nas regiões da barbatana dorsal e da cabeça.  Em janeiro de 2006 registaram-se numerosos casos no Indian River Lagoon, na costa atlântica de Flórida.

## História
A primeira descrição foi realizada em 1931 pelo médico Jorge Lobo, depois de atender a um paciente na cidade do Recife, Brasil, procedente da região amazônica, que apresentava diferentes lesões na pele de aspecto nodular. Posteriormente diagnosticaram-se mais casos, todos eles em países da América do Sul ou Central.